# Programa de Aquisição de Alimentos
Programa de Aquisição de Alimentos, PAA é um programa do governo brasileiro para promover o acesso à alimentação e incentivar a agricultura familiar. Foi criado no âmbito do Programa Fome Zero.
O programa é uma das principais políticas de apoio e incentivo à agricultura familiar no Brasil. Por meio da iniciativa, agricultores, cooperativas e associações vendem seus produtos para órgãos públicos. Em 2019, o Ministério da Cidadania disponibilizou mais de R$ 285 milhões para a Compra Institucional, uma das modalidades do programa. O valor é o mais alto registrado desde a criação do PAA.
Em 2015, um estudo da Organização das Nações Unidas (ONU) destacou os resultados do Programa de Aquisição de Alimentos (PAA) e do Programa Nacional de Alimentação Escolar (PNAE). De acordo com a publicação Demanda Estruturada e Agricultores Familiares no Brasil: o Caso do PAA e do PNAE, os dois programas de compras institucionais são fundamentais para a superação da pobreza e da fome no Brasil.

## Funcionamento
Por meio do programa, órgãos compram os alimentos da agricultura familiar, sem necessidade de licitação, e os destinam às pessoas em situação de insegurança alimentar e nutricional, à rede socioassistencial, aos equipamentos públicos de segurança alimentar e nutricional e à rede pública e filantrópica de ensino.
Os alimentos comprados e sua respectiva destinação dependem da modalidade do PAA pela qual os produtos são adquiridos. O Programa de Aquisição de Alimentos possui seis modalidades:
Compra com doação simultânea
Na compra com doação simultânea, o público consumidor são populações em situação de risco alimentar, atendidas pela rede de proteção social de estados e municípios.
Compra Institucional
Nesta modalidade, órgãos públicos fazem compras dos alimentos por meio de chamadas públicas. Dessa maneira, são abastecidos hospitais públicos, quartéis, presídios, restaurantes universitários, creches e escolas, entre outros.
PAA Leite
Nessa modalidade, há a compra de leite in natura de laticínios privados e agricultores familiares (com prioridade para este último) que, após processamento, é distribuído ao público. Esse trabalho incentiva o consumo regular de leite pelas famílias em insegurança alimentar e nutricional. A implantação dessa modalidade é restrita a uma área específica que inclui a região Nordeste e parte do estado de Minas Gerais.
Compra Direta
Essa modalidade faz parte da estratégia de sustentação de preços da agricultura familiar. Os agricultores vendem alimentos para o Governo Federal a valores situados em uma faixa entre o preço mínimo e o preço de mercado. Cada unidade familiar deve obedecer o limite anual de vendas de R$ 8 mil. Para as organizações fornecedoras, esse valor é de R$ 500 mil, desde que respeitados os limites por unidade familiar.
Formação de estoques
Nesta modalidade, os agricultores, organizados em grupos formais para formação de estoques, vendem alimentos da safra vigente. A Conab também é responsável pela operação dessa modalidade. Se houver possibilidade de formação de estoque, a organização de agricultores envia uma proposta à Conab, com especificação do produto, quantidade, preço proposto, prazo necessário para a formação do estoque e os agricultores beneficiados.
Aquisição de Sementes
Nesta modalidade, o governo compra sementes de fornecedores e doa a famílias inscritas no Cadastro Único, que englobam mulheres, assentados, povos indígenas, quilombolas e demais comunidades tradicionais. A Conab é responsável pela aquisição, que pode ocorrer diretamente junto às organizações de produtores (para compras de até R$ 500 mil) ou por meio de chamada pública (acima de R$ 500 mil). Cada organização pode fornecer até R$ 6 milhões por ano em sementes, e o limite por agricultor é de R$ 16 mil.

## Legislação
O programa foi criado pelo artigo 19 da Lei nº 10.696, de 02 de julho de 2003 no âmbito do Programa Fome Zero. Esta Lei foi alterada pela Lei nº 12.512, de 14 de outubro de 2011 e regulamentada por diversos decretos, o que está em vigência é o Decreto nº 7.775, de 4 de julho de 2012.

### Projeto de Lei 4407/21
O Projeto de Lei 4407/21 aprimora as regras e consolida, em um único documento legal, o Programa de Aquisição de Alimentos (PAA). A proposta tramita na Câmara dos Deputados. O texto é dos deputados do PT Helder Salomão (ES), Patrus Ananias (MG) e Paulo Teixeira (SP). Salomão explica que a proposta visa dar amparo jurídico às ações do PAA, uma das principais políticas de apoio à agricultura familiar no País. “O desenho inicial do PAA se deu em 2003, mas sem um arcabouço legal que estruturasse formalmente as ações adotadas e que lhe propiciasse a robustez desejada a políticas de Estado”.

## Governo Temer
Em 2017, durante o Governo Temer, agricultores já temiam o fim do programa após cortes orçamentários e o contingenciamento de recursos.

## Governo de Jair Bolsonaro
A administração de Jair Bolsonaro (PL) mudou o nome do programa para "Alimenta Brasil". Em 2021, o governo federal chegou a apresentar na Cúpula dos Sistemas Alimentares da Organização das Nações Unidas (ONU) o programa como uma “importante estratégia para o combate à fome e à desnutrição”.
O Brasil voltou ao Mapa da Fome em 2018 e, em 2020, registrou 55,2% da população convivendo com a insegurança alimentar, segundo pesquisa da Rede Penssan.